# John Kay (Musiker)

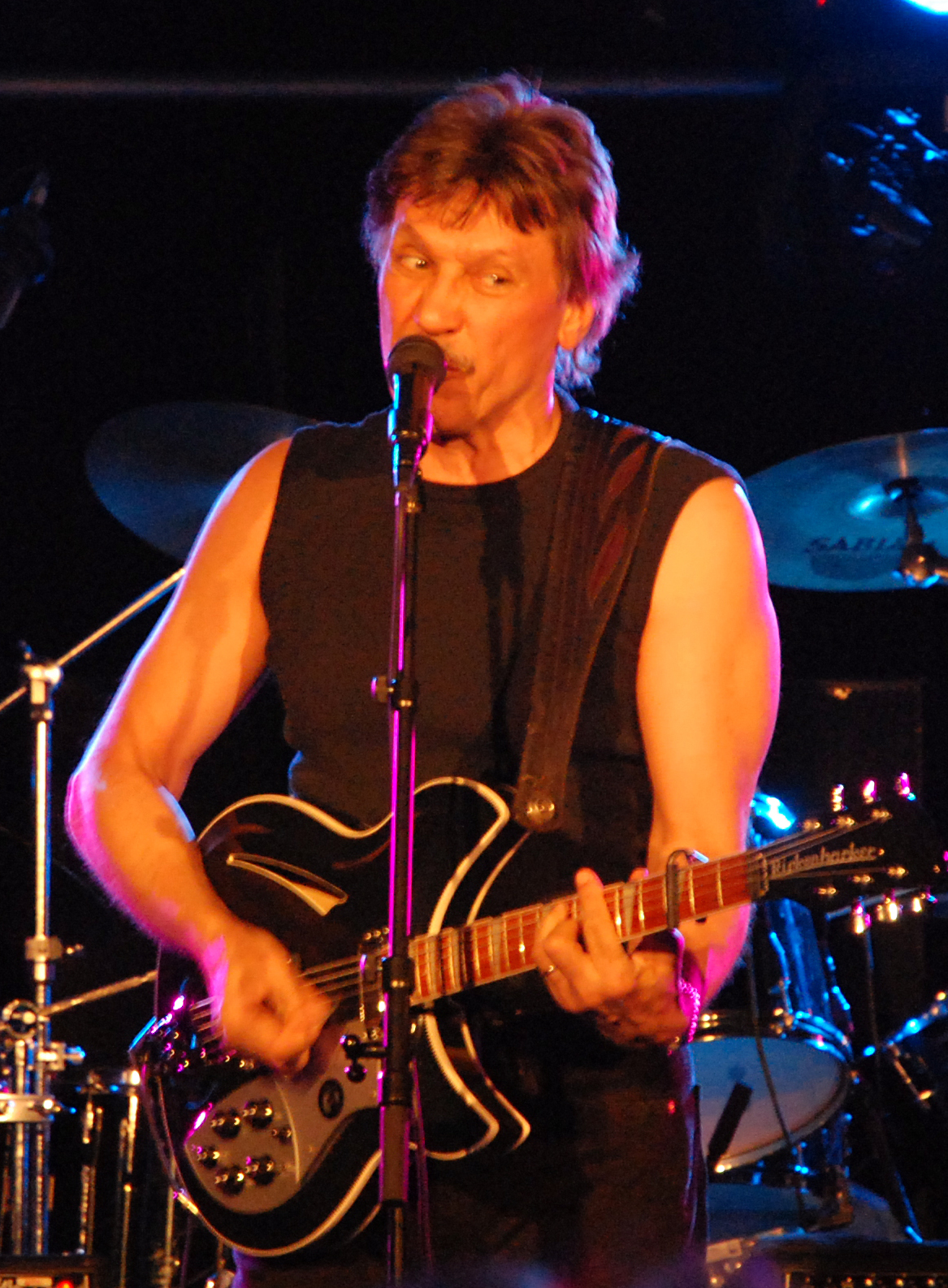
John Kay (2007)

John Kay (* 12. April 1944 in Tilsit in Ostpreußen als Joachim Fritz Krauledat) ist ein deutsch-amerikanischer Rockmusiker. Weltweit bekannt wurde er als Mitglied der Bluesrock-Band Steppenwolf.

## Leben
Im Rahmen der Flucht aus Ostpreußen vor der anrückenden Roten Armee gelangte seine Mutter Elsbeth Krauledat geb. Zimmermann 1945 mit dem Kleinkind nach Arnstadt in Thüringen. Der Vater Fritz Krauledat, am 13. Juni 1913 in Absteinen (Opstainys in der Gemeinde Pagėgiai, heute Litauen) geboren, war im Zweiten Weltkrieg zwei Monate vor der Geburt seines Sohnes gefallen. Von Arnstadt in der Sowjetischen Besatzungszone flüchteten Mutter und Sohn erneut und kamen nach Hannover, wo Elsbeth Krauledat ein zweites Mal heiratete.
Noch in Deutschland hatte Kay seine Hörgewohnheiten am Soldatensender AFN ausgerichtet. Er entwickelte dabei eine Vorliebe für Rock ’n’ Roll und Country Blues. Im Radiosender BFBS der britischen Streitkräfte lauschte der farbenblinde und lichtempfindliche Joachim britischer und amerikanischer Musik. Seine Sehstärke soll zudem lediglich bei 21 % liegen, was zum Status legally blind (blind nach gesetzlicher Regelung Kanadas) führt. Im März 1958 wanderte die Familie nach Toronto in Kanada aus und zog im Sommer 1963 nach Buffalo in den USA.

## Musiker

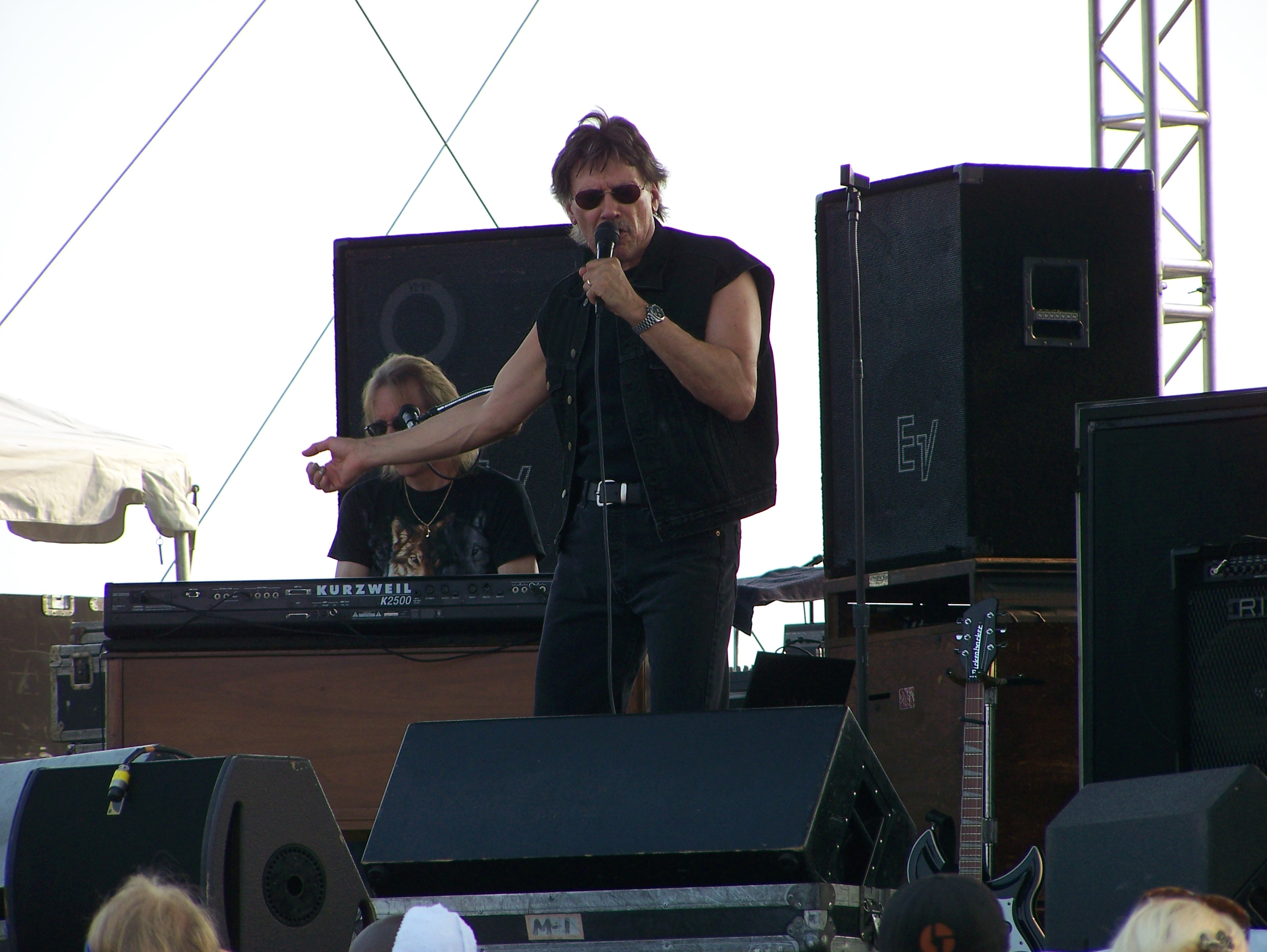
Kay auf dem Chesapeake Bay Blues Festival 2007

In Toronto schloss sich John Kay im September 1965 der Bluesband The Sparrows an. In dieser Zeit wohnte er übergangsweise im Apartment der Folksängerin Vicky Taylor über dem Night Owl, einem Club an der Avenue Road in Yorkville. Dort teilte er sich seinen Schlafplatz „auf dem Boden vor dem Kamin“ mit dem kanadischen Musiker Neil Young, dem er einige Griffe auf der Gitarre beibrachte. Kay wurde als Gitarrist und Leadsänger auch der Frontman der Sparrows, aus der 1967 Steppenwolf hervorging. The Sparrows gingen zuerst nach New York City, spielten einige Gigs und zogen im Herbst 1966 nach Kalifornien, wo sie einige Angebote bekamen.
Im Jahr 1969 wurde die Band, inzwischen Steppenwolf, durch den zum Rockklassiker gewordenen Song Born to Be Wild, (1967) Titelsong des Kultfilms Easy Rider, weltberühmt. Kay schrieb weitere Hits, wie den Protestsong Monster, mit dem er das Amerika der Nixon-Ära kritisierte. Eine Rezension hält fest, dass Kay mit „arrogant schnarrender Bluesstimme, finsterer Miene hinter dunkler Sonnenbrille und einer Bühnenmontur aus schwarzem Leder die rechte Galionsfigur für seine Band Steppenwolf“ abgegeben habe, „die ihren treibenden Rock mit Kays Bürgerschreck-Appeal dekorierte“. Nach diversen Umbesetzungen löste sich die Gruppe Steppenwolf 1980 auf, doch gaben sie jedes Jahr noch unter dem Namen John Kay & Steppenwolf ein paar Konzerte.
Kay nahm bereits in seiner Zeit mit Steppenwolf 1972 das erste Soloalbum Forgotten Songs and Unsung Heroes auf. Heretics and Privateers war 2001 das sechste und vorerst letzte Album.
John Kay zog 1989 mit seiner Ehefrau Jutta, die er 1965 kennengelernt hatte und mit der er eine Tochter namens Shawn hat, nach Tennessee und später nach Vancouver in Kanada. Seit Ende 2013 wohnt er wieder mit seiner Familie in Santa Barbara (Kalifornien), wo er schon in den 1960er und 1970er Jahren lebte.
Da Kay seine Band nach dem Roman Der Steppenwolf von Hermann Hesse benannt hatte, lud dessen Geburtsstadt Calw ihn 2002 zum Internationalen Hermann-Hesse-Festival ein, ebenso andere von Hesse inspirierte Gruppen wie beispielsweise Anyone’s Daughter.
1996 wurde Kay in die Canadian Music Hall of Fame und 2004 auf Canada’s Walk of Fame aufgenommen.

## Diskographie

### Studioalben (als John Kay & Sparrow)
- 1969: John Kay & Sparrow (Aufnahmen 1966–1967)
- 1993: John Kay & Sparrow (Aufnahmen 1966–1967 remastered und mit einigen Songs ergänzt)

### Studioalben (als Steppenwolf)
- 1967: Steppenwolf
- 1968: The Second
- 1969: At Your Birthday Party
- 1969: Monster
- 1970: 7
- 1971: For Ladies Only
- 1974: Slow Flux
- 1975: Hour of the Wolf
- 1976: Skullduggery

### Studioalben (als John Kay & Steppenwolf)
- 1982: Wolf Tracks
- 1984: Paradox
- 1987: Rock & Roll Rebels
- 1990: Rise & Shine
- 1996: Feed the fire

### Livealben
- 1969: Early Steppenwolf Live (noch als The Sparrow im Jahr 1967 aufgenommen)
- 1970: Steppenwolf Live (als Steppenwolf)

### Livealben (als John Kay & Steppenwolf)
- 1981: Live in London
- 1995: Live at 25
- 2004: Live in Louisville

### Studioalben als Solokünstler
- 1972: Forgotten Songs and Unsung Heroes (Debüt als Solokünstler)
- 1973: My Sportin' Life
- 1978: All in Good Time
- 1987: Lone Steppenwolf
- 1997: The Lost Heritage Tapes
- 2001: Heretics and Privateers